# Kanton Naucelle
Kanton Naucelle (francouzsky Canton de Naucelle) je francouzský kanton v departementu Aveyron v regionu Midi-Pyrénées. Tvoří ho osm obcí.

## Obce kantonu
- Cabanès
- Camjac
- Centrès
- Meljac
- Naucelle
- Quins
- Saint-Just-sur-Viaur
- Tauriac-de-Naucelle